# ガンドランダー 闇の黙示録編
『ガンドランダー 闇の黙示録編』（ガンドランダー やみのもくしろくへん）は、バンダイのガシャポンを中心とした玩具企画。「ガンドランダー」シリーズの第1作。

## 概要
古代ファンタジー風の世界観を取り入れたSDガンダムのシリーズとして1990年にスタートしたガンドランダーシリーズの第一作。
他シリーズにない独特の設定が数多く取り入れられているのが特徴で、物語の主な舞台である平行世界ガンドランド大陸の住人モンストロ・スレイヤー（MS）種は非常に長命で、腹部の口状の部分から摂取する大気中のエネルギーを元に活動するなどの設定が存在している。
また、ガンダム系MSがモチーフとなったキャラクターの名前には、「〜ランダー」というネーミングがされており、「ガンダム」という単語は一切登場しない。
登場人物のモチーフは主に『機動戦士ガンダム』『機動戦士Ζガンダム』『機動戦士ガンダムΖΖ』『機動戦士ガンダム 逆襲のシャア』に登場したモビルスーツが用いられている。
ガシャポン戦士による展開と共にデラックスボンボンにて友杉達也による漫画版、コミックボンボン誌上でも浜田一紀による短編が連載されていた。

## あらすじ
平行世界ガンドランド大陸には3000年に一度、大きな災いと共に空から5つの「星」が降ってくると言う伝説があり、そしてその「星」を全て集めると何かが起こると言われていた。
「星」の一つを入手したガンドランダー領の領主であるガンドランダーは、その持ち前の好奇心から伝説を解明するために仲間達と共に残りの「星」を求める旅に出るのだった。
しかし、ガンドランド大陸の支配を企む「赤い盗賊団（レッドシーフ）」の首領サザバルガもまた同様に「星」を獲得するべく動き出そうとしていた。

## 登場人物
括弧内はモチーフとなった兵器・キャラクター。ただし、モチーフについて公式には発表されていないので諸説ある。

### ガンドランダー領
ガンドランダー（ガンダム）
本シリーズの主人公。ガンドランダー領2代目領主。ダッドランダーの息子。父親に剣術を伝授され、鬼龍斬（きりゅうざん）という、目にも止まらぬ太刀捌きをもって相手を瞬時に倒す。
ニューガンドランダー
ガンドランダーがゴーンドランダーの力でパワーアップした姿。
ガンドランダーG
ガンドランダーグレート。ガンドランダーが生まれ変わった姿。「赤い盗賊団」との最終決戦前に、正義の心を神に称えられ、衝撃波を発し離れた敵にダメージを与えられるという剣術の必殺技、グレートソードを伝授される。
ダッドランダー
ガンドランダー領初代領主。ガンドランダーの父。病の為、領主の座を退き、息子にその地位を譲る。若い頃は、ガンドランド大陸を狙う邪悪な者を次々と倒していった、歴戦の勇者であった。
ガンドロック（ガンキャノン）
ゼガル（ジム）
ガンドランダー領に仕えるゼガル一族の頭領。一族の代表として息子のゼガルゼックスをガンドランダー達のお供として送り出す。
ゼガルゼックス（ジムII）
ギムバル（ボール）

### ゼファードランダー領
ゼファードランダー（Ζガンダム）
ゼファードランダー領領主。偶然、伝説の星の1つを拾い、ガンドランダーと共に旅立つ。飛行能力を活かした作戦が得意。自然をエネルギー源とした、地走波（ウェーブライダー）や球雷撃（ゴーズサンダー）といった術法を使う。
ゼファードゴース
ゼファードランダーの高々度飛行形態。
ニューゼファードランダー
ゼファードランダーがゴーンドランダーの力でパワーアップした姿。
ゼファードランダーG
ゼファードランダーグレート。ゼファードランダーが生まれ変わった姿。「赤い盗賊団」との最終決戦前に、正義の心を神に称えられ、素早さが更に強化される。上空から急降下する時の力を利用しダメージを与える必殺技、ダイブソードを会得。
ツバードランダー（ガンダムMk-II）
ゼファードランダー領に在住の若者。伝説の星1つを盗んだ、自分と良く似た姿の敵を追うため、ガンドランダー達に同行する。冷静沈着な判断で幾度も仲間を救う。二刀流の使い手で、列山剣（れつざんけん）という十文字斬りの必殺技が得意。
ニューツバードランダー
ツバードランダーがゴーンドランダーの力でパワーアップした姿。
ツバードランダーG
ツバードランダーグレート。ツバードランダーが生まれ変わった姿。「赤い盗賊団」との最終決戦前に、正義の心を神に称えられ、神秘なる気功術を伝授される。三日月状の風の刃を発し、相手をズタズタに斬り刻む必殺技、真空波を会得。
ゼラード（百式）
ガルザーク（百式改）
ゼラードの弟。赤い盗賊団によって囚われの身となっていたが、バーストランダーによって救出された。
ナージダンド（リック・ディアス）

### ツインゼファード領
ツインゼファード（ΖΖガンダム）
ツインゼファード領領主。ガンドランダーの正義の心に打たれ、打倒「赤い盗賊団」の旅に同行。正義感に溢れ、悪事を看過出来ない性格。斧先から繰り出され竜巻で巨大な岩をも斬り刻む必殺技、ツインアックスが得意。
ニューツインゼファード
ツインゼファードがゴーンドランダーの力でパワーアップした姿。
ツインゼファードG
ツインゼファードグレート。ツインゼファードが生まれ変わった姿。「赤い盗賊団」との最終決戦前に、正義の心を神に称えられ、絶大なパワーを伝授され、必殺技ツインアックスは今迄の5倍にパワーアップした。

### ゴーンドランダー神殿
ゴーンドランダー（サイコガンダム）
オーガスタ山脈の頂上に住む山の守護神。「赤い盗賊団」が神殿の宝物庫を狙うのを阻止すべく、眠りより覚めた。一度に30人を吹き飛ばす程の威力のあるパンチを、巨大な拳から放つ。

### ラーカイラ村
ネオガンドランダー（νガンダム）
ラーカイラ村の若き領主。伝説の星の1つを持っており、ガンドランダーと出会い、旅に同行する。「赤い盗賊団」壊滅を目指している。自らの生体エネルギーを用いて敵を粉砕する、空裂砲（くうれつほう）を所持する。
ネオガンドランダーG
ネオガンドランダーグレート。ネオガンドランダーが生まれ変わった姿。「赤い盗賊団」との最終決戦前に、正義の心を神に称えられ、術法の効果を強化される。敵を真空状態の中で斬り刻む必殺技、ソードファンネルという術法を会得。
グライザス（リ・ガズィ）
ネオガンドランダーの補佐役。不在の際には代わりに領主を担った。
ギルザック（ジェガン）
ラーカイラ村の住民。赤い盗賊団打倒を掲げるネオガンドランダーの元に集まった。

### 神の使者
デサイズ（ディジェ）
ガンドランダー達の前に幾度となく現れ、影から見守る謎の戦士。
バーストランダー（ディジェSE-R）
デサイズの真の姿。アバロンズ・アーク、ゼ・ダンの門番。邪悪な心を持つ者だけを見抜きダメージを与える必殺技、退魔剣（たいまけん）の使い手。

### その他
ロウゲルグル（ザクI）
かつて赤い盗賊団の突撃隊長・闇の四天王の一人だったが、争い事に空しさを感じるようになり、盗賊団を抜け出し隠居していた。

### 赤い盗賊団（レッドシーフ）
サザバルガ（サザビー）
「赤い盗賊団」頭領。ガンドランド大陸征服の為、伝説の5つの星を狙う。目的を達成する為には、卑劣な手段をも問わない。投げた剣が生き物の様に飛んで斬りかかる術、思念波（サイコウェーブ）の使い手。
クルガンサザバルガ（サザビー）
ゼ・ダンの門から発せられた神の光を浴び、サザバルガが変身した姿。再生能力を身に付け、多彩な攻撃魔法や幻術も更にパワーアップした。

#### 親衛隊
ガルズ（α・アジール）
赤い盗賊団親衛隊三人衆の一人。盗賊団の中で最も巨大なボディを持っている。
ギネーラ（ギュネイ専用ヤクト・ドーガ）
赤い盗賊団親衛隊三人衆の一人。サザバルガの参謀役も務める知将。
ガルジルガ（クェス専用ヤクト・ドーガ）
赤い盗賊団親衛隊三人衆の一人。ギネーラのパートナーを務めている。
イルドギース（レズン専用ギラ・ドーガ）
親衛隊の兵士であるギーズ達の指揮官。暗殺者として盗賊団を抜けようとした者を始末する役目も持っている。
ギーズ（ギラ・ドーガ）
親衛隊の兵士達。それぞれ変身能力を持っており、スパイ活動も行う。

#### 五人衆
ギベル（ギャン）
ロックガンプ（バウンド・ドック）
ダークツバード（ガンダムMk-II）
ツバードランダーによく似た容姿を持つ。
ガリング（パラス・アテネ）
ブローン（ハンブラビ）
空軍偵察隊の隊長も同時に務めている。

#### アークシーカ分隊
ベルクール（キュベレイ）
浮遊島アーク・シーカを拠点とする分隊の女隊長。自ら星を集め、サザバルガに対し反逆を企てようとしていた。ゼラードとは幼馴染の関係にある。
ゼノバインド(量産型キュベレイ)
ゼノガイゲル（R・ジャジャ）
ゼノガイン（ガズアル）
ゼノガドス（ガズエル）

#### 突撃隊
グレンゲルグル（シャア専用ザクII）
突撃隊隊長で、闇の四天王の一人。
ガイゲルグル（ハイザック）
ギズン（グフ）
ゲルグル（ザクII）

#### 陸軍
グレングドル（シャア専用ゲルググ）
陸軍隊長で、闇の四天王の一人。
ログメル（ペズン・ドワッジ）
ドーガン（ドム）
ザビア（ボリノーク・サマーン）
ラガーン（ドライセン）
グドル（ゲルググ）

#### 水軍
グレンズガル（シャア専用ズゴック）
水軍隊長で、闇の四天王の一人。
ガイゴルグ（ハイゴッグ）
ズガル（ズゴック）
ゴーガルブ（ゴッグ）
ジゴイ（アッガイ）
ゾルバーガ（ゾック）

#### 空軍偵察隊
ガローン（ギャプラン）
グローン（メッサーラ）
ニセロウゲルグル（ザクI）
グローンがロウゲルグルに変装した姿。
ズオンゼクス（ガブスレイ）

#### 偵察隊
グレンオルグ（ジオング）
偵察隊隊長で、闇の四天王の一人。
ガードイル（リック・ディアス）
ナージダンドの兄。
メサイ（マラサイ）
ガズルジーズ（ガルバルディβ）

## 用語
鬼龍破砕砲（レックスバスター）
五つの星を集めた者に神が与えるという究極の超兵器。生まれ変わったガンドランダー達が授かった五本のグレートソードを装着することで初めて真の力を発揮することが出来る。